# ヤンチャン
ヤンチャン（本名・楊小溪）は、日本で活動する中国人YouTuber。株式会社妙妙代表取締役。在大阪中華人民共和国総領事館広報アドバイザー等も務めた。

## 来歴
四川省江油市出身。上海海洋大学外国語学院日本語・日本研究専攻のプログラムで、連携先だった九州共立大学に2011年から留学し、マーケティング等を専攻。
2014年に一橋大学大学院商学研究科に入学し、山下裕子ゼミに所属。大学院を修了し修士取得後、株式会社bolome日本支社に入社したが、会社勤めは向いてないと感じ、1年程で退社してフリーランスに転じた。
その後、コロナ禍で仕事が激減して、自由時間が増えたことから、2019年から始めたYouTuber活動を、2020年に再開した。
また、民泊経営等も行い、2022年には株式会社妙妙を設立し、同社代表取締役に就任。同年日中国交正常化50周年のために1年間限定で創設された在大阪中華人民共和国総領事館広報アドバイザーを宋文洲らと務め、2023年に再任。

## 人物
- 夫は上海海洋大学から一緒に日本に留学した上海出身の中国人経営者。2017年9月に結婚した[19]。
- 中国は競争が激しいが、競争が苦手な性格なので日本の方が住み易いという[20]。
- 中国では美容整形が一般的で、上海海洋大学在学中に二重まぶたにする美容整形手術を受けた。また、皮膚へのシリコン注入やヒアルロン酸注射を定期的に受けている他、光治療（ソラリ）も受けた。服は主にジーユーで購入[19]。
- 大学教授になるのが幼い頃からの夢で、大学院に進学したが断念した[20]。YouTubeはコストパフォーマンスが悪いので半ばボランティアのつもりで活動しているという[12]。面食いを自認しTFBOYSの王俊凱の顔がタイプ[20]。趣味は仏教経典[3]。
- 上海在住の日本人の友人が、YouTuberを探していた大学のゼミの同期だったKADOKAWAの編集者に紹介し、2022年に書籍を出版した[19]。
- 南京市在住のドキュメンタリー監督竹内亮は長年の知人[20]。
- 2025年3月7日、飲食店「ヤンチャン麻辣湯」を高円寺でオープン[21]。

## 著書
- 『33地域の暮らしと文化が丸わかり! 中国大陸大全』KADOKAWA 2022年
- 『話が弾む中国語』三修社 2024年